# Göran Philipson
Göran Philip Philipson, född 13 augusti 1918 i Stockholm, död 1 november 1990 var en svensk direktör. 
Philipson avlade 1940 ingenjörsexamen vid Kungliga Tekniska högskolan. Han var från 1960 verkställande direktör för AB Svenska metallverken i Västerås. Han invaldes 1964 som ledamot av Ingenjörsvetenskapsakademien.